# Clavariadelphus subfastigiatus
Clavariadelphus subfastigiatus är en svampart som beskrevs av V.L. Wells & Kempton 1968. Clavariadelphus subfastigiatus ingår i släktet Clavariadelphus och familjen Clavariadelphaceae.   Inga underarter finns listade i Catalogue of Life.